# Chiesa di Cristo Re (Rodengo-Saiano)
La chiesa di Cristo Re è la parrocchiale di Saiano, frazione-capoluogo del comune sparso di Rodengo-Saiano, in provincia e diocesi di Brescia; fa parte della zona pastorale di Gussago.

## Storia
La prima citazione dell'originaria chiesa del paese, dedicata al Santissimo Salvatore, è datata 5 aprile 1379: inizialmente Saiano ricadeva nella giurisdizione della cattedrale di Brescia, per poi passare in un secondo momento alla pieve di Sant'Andrea di Iseo e successivamente a quella di Santa Maria di Gussago.

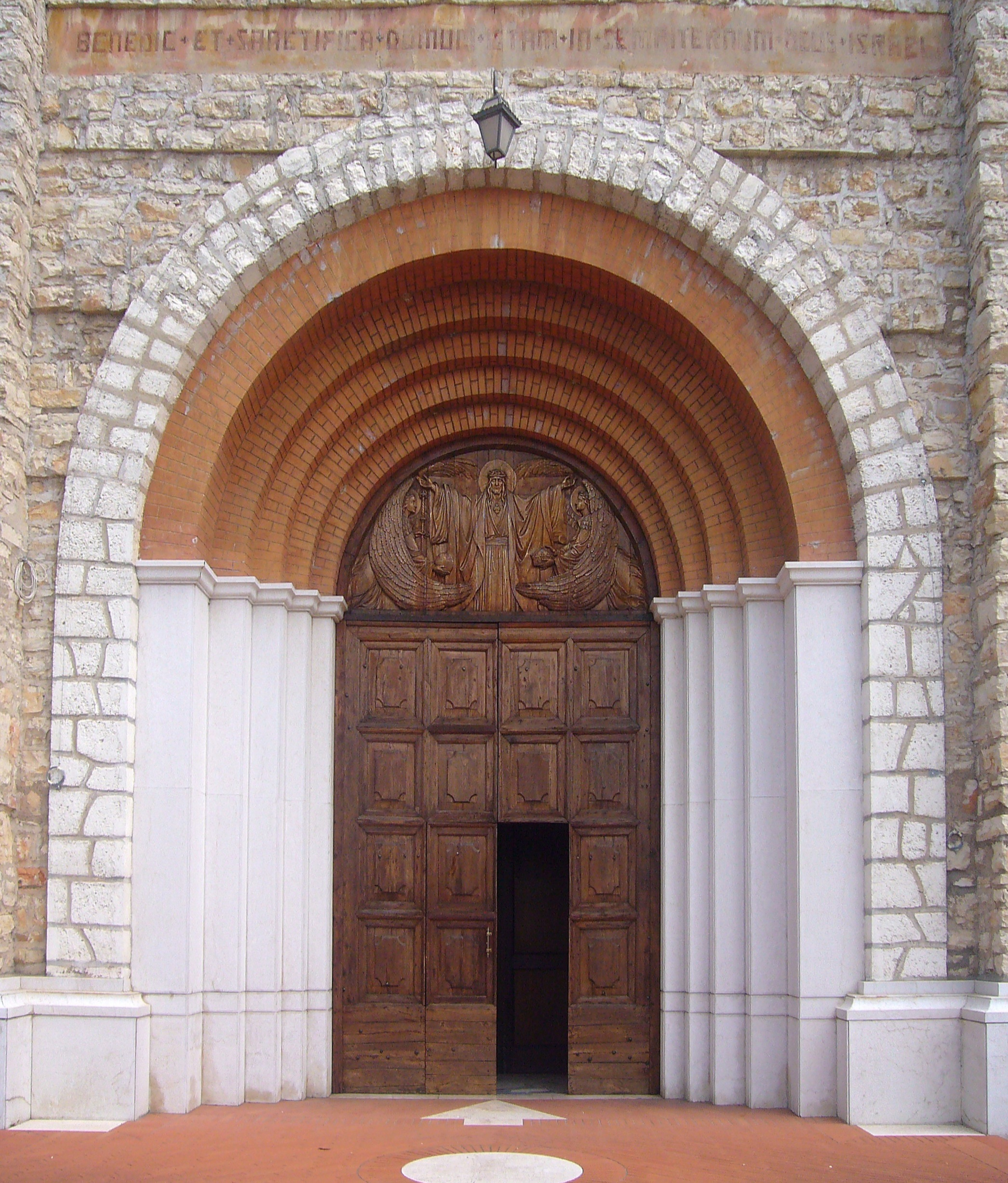
Il portale d'ingresso

Questa chiesa viene poi menzionata nel Catalogo capitolare del 1410 e nel Catalogo queriniano del 1532; in quest'ultimo documento si legge che il beneficio parrocchiale era del valore di 80 ducati.
Nel 1567 la parrocchia accolse in visita il vescovo di Brescia Domenico Bollani, il quale prescrisse l'effettuazione di alcuni interventi di abbellimento, e nel 1580 anche l'arcivescovo di Milano Carlo Borromeo.

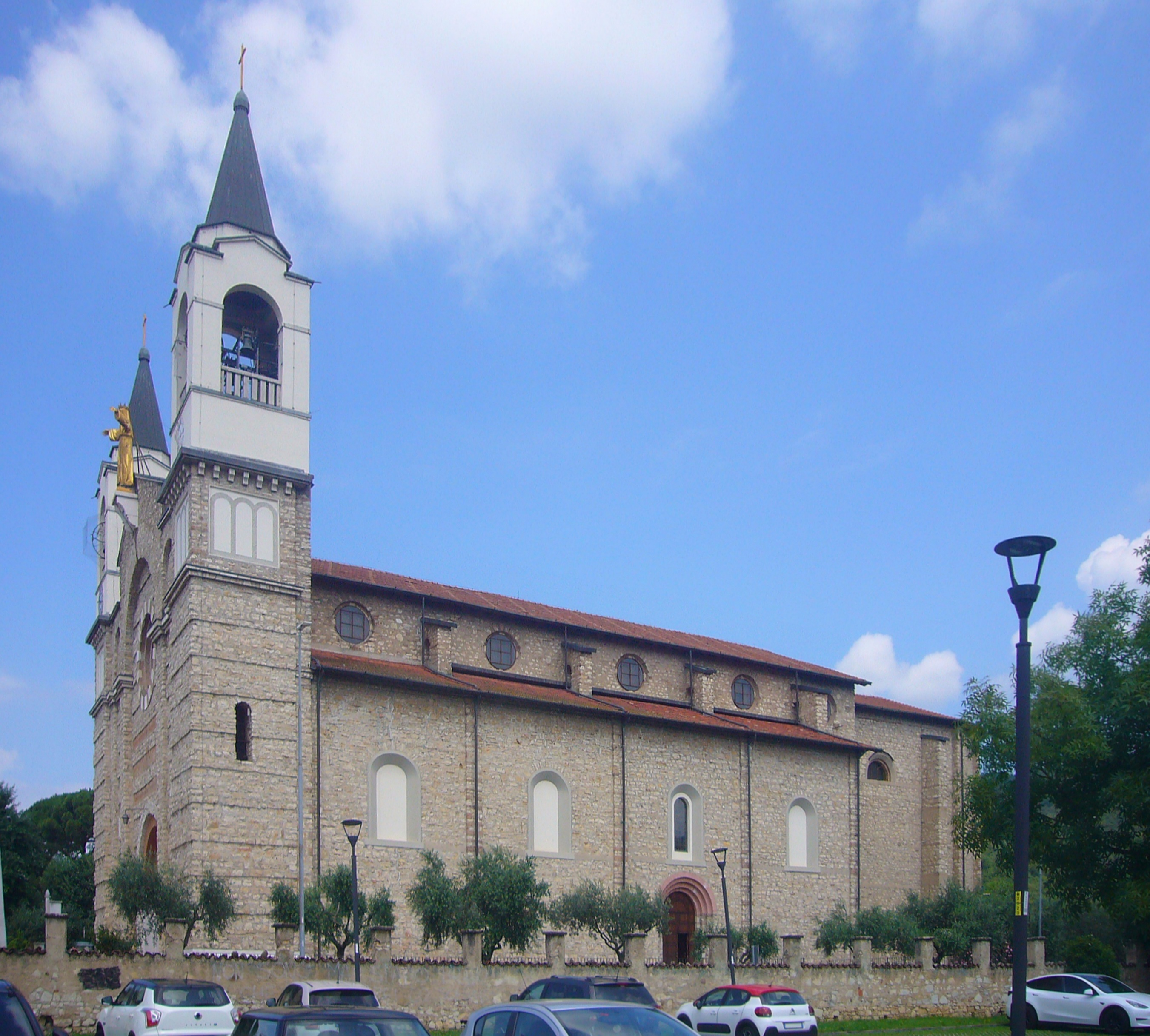
Il lato est della chiesa

La chiesa saianese nel 1631 divenne sede di un vicariato foraneo e dieci anni dopo fu riedificata in stile barocco con un impianto articolato su tre navate.
Dalla relazione della visita pastorale del 1703 del vescovo Marco Dolfin si apprende che a servizio della cura d'anime vi erano parroco e tre altri sacedoti, che i fedeli erano 630 circa e che la parrocchiale era dotata di cinque altari.
Negli anni venti del Novecento la chiesa di San Salvatore era ormai insufficiente a soddisfare le esigenze dei fedeli e nel 1927 il parroco don Giambattista Salvi, nel corso di un pellegrinaggio a Lourdes, decise di edificare un nuovo luogo di culto. 
Il progetto fu steso dall'ingegner Mario Piotti con l'ausilio del capomastro Beniamino Andreis; le fondamenta vennero realizzate nel settembre del 1930 e, il 4 ottobre del medesimo anno, si tenne la cerimonia di posa della prima pietra. Nel 1937 la direzione dei lavori passò all'ingegnere Angelo Buizza e nel 1940 le strutture murarie vennero ultimate, mentre per la realizzazione delle decorazioni ci vollero ancora per alcuni anni; la chiesa poté dirsi completa in ogni sua parte nel 1945 e il 19 ottobre 1946 fu impartita la consacrazione dal vescovo Giacinto Tredici.
Negli anni settanta venne condotto l'adeguamento liturgico secondo le usanze postconciliari mediante l'aggiunta dell'altare rivolto verso l'assemblea; nel 1989 la parrocchia entrò a far parte della neo-costituita zona pastorale di Gussago, come stabilito dal Direttorio diocesano per le zone pastorali, emanato il 14 aprile di quell'anno con decreto del vescovo Bruno Foresti.

## Descrizione

### Esterno
La facciata a capanna della chiesa, rivolta a sudovest e coronata da una statua con soggetto Cristo Re, è in muratura a faccia vista con inserti lapidei: al centro presenta, inseriti in un ampio arco a tutto sesto, il portale d'ingresso strombato e il rosone.
Ai lati si elevano i due campanili gemelli a base quadrata, ognuno dei quali presenta all'altezza della cella una monofora per lato ed è coronato dalla guglia.

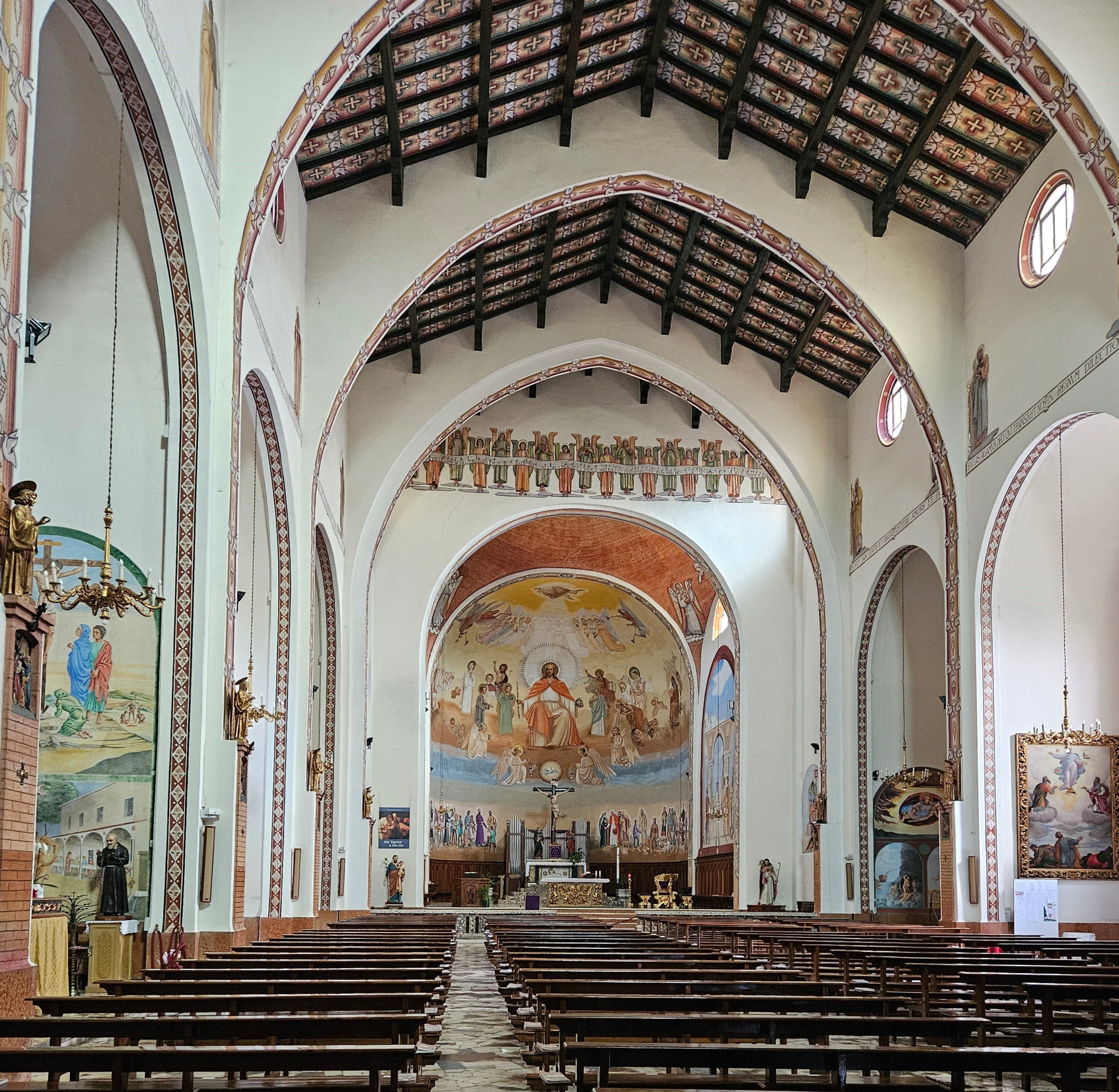
L'interno

### Interno
L'interno dell'edificio, privo di volta e coperto dalle due falde del tetto, è suddivisioni in tre navate da ampi archi; al termine dell'aula si sviluppa lo spazioso presbiterio, rialzato di alcuni gradini, voltato a cupola e chiuso dall'abside di forma semicircolare.
Qui sono conservate diverse opere di pregio, tra le quali gli affreschi raffiguranti Cristo Crocifisso, la Madonna e San Giovanni fra una teoria di angeli, eseguiti da Vittorio Trainini, e il Crocifisso, realizzato dai Fantoni.